# Ralf Dahrendorf
Ralf Gustav Dahrendorf, Barone Dahrendorf (Amburgo, 1º maggio 1929 – Colonia, 17 giugno 2009), è stato un sociologo, politologo e politico tedesco naturalizzato britannico.
Di ispirazione liberale, Dahrendorf appartiene al filone della prospettiva del conflitto, e più precisamente ai teorici analitici di stampo weberiano.

## Biografia
Nato ad Amburgo, ha studiato filosofia, filologia classica e sociologia ad Amburgo e Londra tra il 1947 e il 1952. Ha conseguito i titoli di Ph.D. alla London School of Economics. È stato professore di sociologia ad Amburgo, Tubinga e Costanza dal 1959. Dal 1967 al 1970 è stato presidente della Società tedesca di sociologia. È il successore di Theodor W. Adorno.
Dal 1969 al 1970 è stato membro del parlamento tedesco per il Partito Liberale Democratico e Segretario di stato nel Ministero degli esteri tedesco. Nel 1970 è divenuto membro della Commissione europea a Bruxelles, da cui si dimise nel 1974. Dal 1974 al 1984 è stato direttore della London School of Economics e, dal 1987 al 1997, Warden (l'equivalente del CEO o dell'amministratore delegato per una università) del St. Antony's College all'Università di Oxford.
Avendo adottato la cittadinanza britannica nel 1988, nel 1993 è stato nominato Lord a vita dalla regina Elisabetta II con il titolo di "Baron Dahrendorf of Clare Market in the City of Westminster". È stato primo patron dell'Internazionale liberale. Negli ultimi anni della sua vita ha insegnato Teoria politica e sociale presso il Wissenschaftzentrum für Sozialforschung di Berlino.

## L'analisi sociologica
I filoni della sua analisi sono essenzialmente due: le teorie della società e i fattori del conflitto. Egli sostiene che la tendenza al conflitto è insita nel sistema, nel quale coesistono gruppi con e senza potere, che perseguono interessi diversi. Molto forte in Dahrendorf è il concetto di "potere", che egli definisce, sulla scia di Max Weber, come la capacità di far fare agli altri quello che si vuole, cioè di farsi obbedire. Il potere determina la struttura sociale, anche in maniera coercitiva.
Le "norme" - altro concetto chiave - sono stabilite e mantenute dal potere, e servono a tutelare degli interessi. Sono quindi funzionali agli interessi del potere e non frutto del consenso sociale. Una prova di ciò è nel fatto che a tutela delle norme sono previste delle sanzioni. Le norme, sostenute dal potere, definiscono i criteri di desiderabilità sociale, cioè le cose (valori, status, ambizioni, etc.) che sono generalmente desiderate dalla collettività. Questo contribuisce a stabilire un ordine gerarchico di status sociali. Le norme creano anche discriminazione verso chi non vi si conforma.
Un altro concetto importante ripreso da Max Weber, è quello di "autorità", in rapporto a quello di potere: l'autorità è l'esercizio del potere, ma con legittimità ed entro certi limiti. Per capire meglio si può far un esempio: un'università ha l'autorità sufficiente per chiedere la retta annuale ai propri iscritti, ma non, ad esempio, per estorcere prestazioni personali di altro tipo. Un ladro, invece, ha il potere di estorcere denaro, ma non l'autorità. Dahrendorf sostiene che la divisione in classi è determinata dal possesso o meno di autorità: il conflitto (di classe) coinvolge solo due parti, e l'autorità è ciò che le separa.
Per quanto riguarda la mobilitazione e la protesta sociale, Dahrendorf, afferma che sono necessari quattro tipi di requisiti perché questa abbia luogo: tecnici (un fondatore, un'ideologia o uno statuto); politici (uno stato liberale, a differenza di uno autoritario, favorisce la protesta); sociali (la concentrazione geografica dei membri del gruppo, la facilità di comunicazione ed il reclutamento simile); psicologici (gli interessi da difendere devono apparire reali). Il conflitto sarà caratterizzato dal livello di violenza (il "tipo di armi", anche in senso metaforico, usato) e intensità, intesa come livello di dispendio di energie nella lotta.
Il conflitto avviene tra chi dà e chi riceve ordini. Nello stato vi è una classe dirigente e una burocrazia composta di individui che contribuiscono a far sì che gli ordini del vertice siano rispettati da tutti. La presenza di questa burocrazia allarga la base del consenso. Vi è anche un conflitto tra governo e industria.

## Opere in edizione italiana
- 1989 Riflessioni sulla rivoluzione in Europa. Lettera immaginaria a un amico di Varsavia, 1990.
- Al di là della crisi, 1984.
- Classi e conflitto di classe nella società industriale, 1963.
- Il conflitto sociale nella modernità: saggio sulla politica della libertà, Ed. Laterza, Roma-Bari, 1989 ISBN 88-420-3440-1.
- La democrazia in Europa, 1992.
- Diari europei, 1996.
- Dopo la democrazia, 2001.
- Erasmiani: gli intellettuali alla prova del totalitarismo, 2007.
- Homo sociologicus: uno studio sulla storia, il significato e la critica della categoria di ruolo sociale, 1966.
- Intervista sul liberalismo e l'Europa, a cura di Vincenzo Ferrari, 1979.
- Legge e ordine, 1991.
- La libertà che cambia, 1981.
- La nuova libertà, 1977.
- Oltre le frontiere: frammenti di una vita, 2004.
- Pensare e fare politica, 1985.
- Per un nuovo liberalismo, 1988.
- Perché l'Europa? Riflessioni di un europeista scettico, 1997.
- Quadrare il cerchio: benessere economico, coesione sociale e libertà politica, 1995 (nuova edizione 2009).
- La società riaperta: dal crollo del Muro alla guerra in Iraq, 2005.
- Sociologia della Germania contemporanea, 1968.
- Uscire dall'utopia, 1971.
- Dopo la crisi. Torniamo all'etica protestante?, 2015.

## Opere in lingua italiana (in ordine cronologico)
| Titolo                                                                                                   | Anno | Note                                    |
| Classi e conflitto di classe nella società industriale                                                   | 1963 |                                         |
| Homo sociologicus: uno studio sulla storia, il significato e la critica della categoria di ruolo sociale | 1966 |                                         |
| Sociologia della Germania contemporanea                                                                  | 1968 |                                         |
| Uscire dall'utopia                                                                                       | 1971 |                                         |
| La nuova libertà                                                                                         | 1977 |                                         |
| Intervista sul liberalismo e l'Europa, a cura di Vincenzo Ferrari                                        | 1979 |                                         |
| La libertà che cambia                                                                                    | 1981 |                                         |
| Al di là della crisi                                                                                     | 1984 |                                         |
| Pensare e fare politica                                                                                  | 1985 |                                         |
| Per un nuovo liberalismo                                                                                 | 1988 |                                         |
| Il conflitto sociale nella modernità: saggio sulla politica della libertà                                | 1989 | Ed Laterza Roma-Bari ISBN 88-420-3440-1 |
| 1989 Riflessioni sulla rivoluzione in Europa Lettera immaginaria a un amico di Varsavia                  | 1990 |                                         |
| Legge e ordine                                                                                           | 1991 |                                         |
| La democrazia in Europa                                                                                  | 1992 |                                         |
| Quadrare il cerchio: benessere economico, coesione sociale e libertà politica                            | 1995 | nuova edizione 2009                     |
| Diari europei                                                                                            | 1996 |                                         |
| Perché l'Europa? Riflessioni di un europeista scettico                                                   | 1997 |                                         |
| Dopo la democrazia                                                                                       | 2001 |                                         |
| Oltre le frontiere: frammenti di una vita                                                                | 2004 |                                         |
| La società riaperta: dal crollo del Muro alla guerra in Iraq                                             | 2005 |                                         |
| Erasmiani: gli intellettuali alla prova del totalitarismo                                                | 2007 |                                         |
| Dopo la crisi Torniamo all'etica protestante?                                                            | 2015 |                                         |